# Premio letterario dell'Unione europea
Il premio letterario dell'Unione europea, assegnato per la prima volta nel 2009, è un premio letterario dell'Unione europea. 

## Descrizione
Il premio è stato fondato e finanziato dal Culture Programme of the European Union ed è coordinato da un consortium, selezionato da una commissione. Il consortium è composto dalla European Booksellers Federation, l'European Writers' Council e la Federation of European Publishers.
Ogni vincitore riceve 5000 € oltre che supporto per la traduzione e promozione dei suoi libri.

## Vincitori

### 2009
- Austria: Paulus Hochgatterer, Die Suesse des Lebens
- Croazia: Mila Pavićević, Djevojčica od leda i druge bajke
- Francia: Emmanuelle Pagano, Les Adolescents troglodytes
- Ungheria: Szécsi Noémi, Kommunista Monte Cristo
- Irlanda: Karen Gillece, Longshore Drift
- Italia: Daniele Del Giudice, Orizzonte mobile
- Lituania: Laura Sintija Cerniauskaité, Kvėpavimas ¡ marmurą
- Norvegia: Carl Frode Tiller, Innsirkling
- Polonia: Jacek Dukaj, Lód
- Portogallo: Dulce Maria Cardoso, Os Meus Sentimentos
- Slovacchia: Pavol Rankov, Stalo sa prvého septembra (alebo inokedy)
- Svezia: Helena Henschen, I skuggan av ett brott

### 2010
- Belgio: Peter Terrin, De Bewaker
- Cipro: Myrto Azina Chronides, To Peirama
- Danimarca: Adda Djørup, Den mindste modstand
- Estonia: Tiit Aleksejev, Palveränd
- Finlandia: Riku Korhonen, Lääkäriromaani
- Germania: Iris Hanika, Das Eigentliche
- Lussemburgo: Jean Back, Amateur
- Romania: Răzvan Rădulescu, Teodosie cel Mic
- Slovenia: Nataša Kramberger, Nebesa v robidah: roman v zgodbah
- Spagna: Raquel Martínez-Gómez, Sombras de unicornio
- Macedonia: Goce Smilevski, Сестрата на Зигмунд Фројд (La sorella di Freud)

### 2011
- Bulgaria: Kalin Terzijski, Има ли кой да ви обича
- Rep. Ceca: Tomáš Zmeškal, Milostný dopis klínovým písmem
- Grecia: Kostas Hatziantoniou, Agrigento
- Islanda: Ófeigur Sigurðsson, Jon
- Lettonia: Inga Zolude, Mierinājums Ādama kokam
- Liechtenstein: Iren Nigg, Man wortet sich die Orte selbst
- Malta: Immanuel Mifsud, Fl-Isem tal-Missier (tal-iben)
- Montenegro: Andrej Nikolaidis, Sin
- Paesi Bassi: Rodaan Al Galidi, De autist en de postduif (L'autistico e il piccione viaggiatore)
- Serbia: Jelena Lengold, Vašarski Mađioničar
- Turchia: Çiler İlhan, Sürgün
- Regno Unito: Adam Foulds, The Quickening Maze

### 2012
- Austria: Anna Kim, Die gefrorene Zeit
- Croazia: Lada Žigo, Rulet
- Francia: Laurence Plazenet, L'amour Seul
- Ungheria: Viktor Horváth, Török Tükör
- Italia: Emanuele Trevi, Qualcosa di Scritto
- Lituania: Giedra Radvilavičiūtė, Siąnakt aš Miegosiu Prie Sienos
- Norvegia: Gunstein Bakke, Maud og Aud: Ein Roman om Trafikk
- Polonia: Piotr Paziński, Pensjonat
- Portogallo: Afonso Cruz, A Boneca de Kokoschka
- Slovacchia: Jana Beňová, Cafe Hyena: Plán odprevádzania
- Svezia: Sara Mannheimer, Handlingen
- Irlanda: Kevin Barry, City of Bohane

### 2013
- Belgio: Isabelle Wéry, Marilyn Désossée
- Bosnia ed Erzegovina: Faruk Šehić, Knjiga o Uni
- Cipro: Emilios Solomou, Hμερολóγιο μιας απιστίας
- Danimarca: Kristian Bang Foss, Døden kører audi
- Estonia: Meelis Friedenthal, Mesilased
- Finlandia: Katri Lipson, Jäätelökauppias
- Germania: Marica Bodrožić, Kirschholz und alte Gefühle
- Lussemburgo: Tullio Forgiarini, Amok – Eng Lëtzebuerger Liebeschronik
- Macedonia: Lidija Dimkovska, РЕЗЕРВЕН ЖИВОТ
- Romania: Ioana Pârvulescu, Viaţa începe vineri
- Slovenia: Gabriela Babnik, Sušna doba
- Spagna: Cristian Crusat, Breve teoría del viaje y el desierto

### 2014
- Albania: Ben Blushi, Otello, Arapi i Vlorës
- Bulgaria: Milen Ruskov, Възвишение
- Rep. Ceca: Jan Němec, Dějiny světla
- Grecia: Makis Tsitas, Μάρτυς μου ο Θεός
- Islanda: Oddný Eir, Jarðnæði
- Lettonia: Janis Jonevs, Jelgava ‘94
- Liechtenstein: Armin Öhri, La Musa Oscura
- Malta: Pierre J. Mejlak, Dak li l-Lejl Iħallik Tgħid
- Montenegro: Ognjen Spahić, Puna glava radosti
- Paesi Bassi: Marente de Moor, De Nederlandse maagd
- Serbia: Uglješa Šajtinac, Sasvim skromni darovi
- Turchia: Birgül Oğuz, Hah
- Regno Unito: Evie Wyld, All the Birds, Singing

### 2015
- Austria: Carolina Schutti, Einmal muss ich über weiches Gras gelaufen sein
- Croazia: Luka Bekavac, Viljevo
- Francia: Gaëlle Josse, Le dernier gardien d’Ellis Island
- Ungheria: Edina Szvoren, Nincs, és ne is legyen
- Irlanda: Donal Ryan, The Spinning Heart
- Italia: Lorenzo Amurri, Apnea
- Lituania: Undinė Radzevičiūtė, Žuvys ir drakonai
- Norvegia: Ida Hegazi Høyer, Unnskyld
- Polonia: Magdalena Parys, Magik
- Portogallo: David Machado, Índice Médio de Felicidade
- Slovacchia: Svetlana Zuchova, Obrazy zo života M.
- Svezia: Sara Stridsberg, Beckomberga - ode till min familj

### 2016
- Belgio: Christophe Van Gerrewey, Op de Hoogte
- Bosnia ed Erzegovina: Tanja Stupar-Trifunović, Satovi u majčinoj sobi
- Cipro: Antonis Georgiou, Ένα Άλπουμ Ιστορίες
- Danimarca: Bjørn Rasmussen, Huden er det elastiske hylster der omgiver hele legemet
- Estonia: Paavo Matsin, Gogoli disko
- Finlandia: Selja Ahava, Taivaalta tippuvat asiat
- Germania: Benedict Wells, Vom Ende der Einsamkeit
- Lussemburgo: Gast Groeber, All Dag verstoppt en aneren
- Romania: Claudiu M. Florian, Vârstele jocului. Strada Cetăţii
- Slovenia: Jasmin B. Frelih, Na/pol
- Spagna: Jesús Carrasco, La tierra que pisamos
- Macedonia: Nenad Joldeski, Секој со своето езеро

### 2017
- Albania: Rudi Erebara, Epika e yjeve të mëngjesit
- Bulgaria: Ina Vultchanova, Остров Крах
- Rep. Ceca: Bianca Bellová, Jezero
- Grecia: Kallia Papadaki, Δενδρίτες
- Islanda: Halldóra K. Thoroddsen, Tvöfalt gler
- Lettonia: Osvalds Zebris, Gaiļu kalna ēnā
- Malta: Walid Nabhan, L-Eżodu taċ-Ċikonji
- Montenegro: Aleksandar Bečanović, Arcueil
- Paesi Bassi: Jamal Ouariachi, Een Honger
- Serbia: Darko Tuševljaković, Jaz
- Turchia: Sine Ergün, Baştankara
- Regno Unito: Sunjeev Sahota, The Year of the Runaways

### 2018
Nel dicembre 2017, per celebrare la decima edizione del Premio, fu annunciato il lancio di un concorso speciale, riservato ai vincitori delle precedenti edizioni, invitati a proporre un racconto breve (2-4 pagine) a tema A European Story.
36 autori hanno partecipato al contest con i loro racconti, raccolti nell'antologia European Stories, liberamente scaricabile qui Archiviato il 18 agosto 2019 in Internet Archive..
Il 7 novembre 2018, a Vienna, l'autrice serba Jelena Lengold (fra i premiati dell'edizione 2011) ha ricevuto il Premio del pubblico per il racconto Jasmin i smrt (Jasmin e la morte); l'autrice romena Ioana Pârvulescu (vincitrice nel 2013) ha ricevuto il Premio della giuria per O voce (La voce), mentre il racconto Koga zaminav od "Karl Liebknecht" (Quando lasciai "Karl Liebknecht") dell'autrice macedone Lidija Dimkovska (già vincitrice nel 2013) ha ricevuto una menzione speciale.

### 2019
Nel 2019 sono stati selezionati 14 vincitori.
- Austria: Laura Freudenthaler, Geistergeschichte
- Finlandia: Piia Leino, Taivas
- Francia: Sophie Daull, Au grand lavoir
- Georgia: Beqa Adamashvili, პროლოგი
- Grecia: Nikos Chryssos, Νίκος Χρυσός, Καινούργια μέρα
- Ungheria: Réka Mán-Várhegyi, Mágneshegy
- Irlanda: Jan Carson, The Fire Starters
- Italia: Giovanni Dozzini, E Baboucar guidava la fila
- Lituania: Daina Opolskaitė, Dienų piramidės
- Polonia: Marta Dzido, Frajda
- Romania: Tatiana Țîbuleac, Grădina de sticlă
- Slovacchia: Ivana Dobrakovová, Matki a kamionisti
- Ucraina: Haska Shyyan, Behind the back
- Regno Unito: Melissa Harrison, All Among the Barley

### 2020
Nel 2020 sono stati selezionati 13 vincitori.
- Belgio: Nathalie Skowronek, La carte des regrets (The map of regrets)
- Bosnia ed Erzegovina: Lana Bastašić, Uhvati zeca (Catch the rabbit)
- Croazia: Maša Kolanović, Poštovani kukci i druge jezive priče (Dear insects and other scary stories)
- Cipro: Σταύρος Χριστοδούλου (Stavros Christodoulou), Τη μέρα που πάγωσε ο ποταμός (The day the river froze)
- Danimarca: Asta Olivia Nordenhof, 'Penge på lommen' (Money in your pocket)
- Estonia: Mudlum (Made Luiga), Poola poisid (Polish boys)
- Germania: Matthias Nawrat, Der traurige Gast (The Sad Guest)
- Kosovo: Shpëtim Selmani, Libërthi i dashurisë (The Booklet of Love)
- Lussemburgo: Francis Kirps, Die Mutationen (The Mutations)
- Montenegro: Stefan Bošković, Ministar (Minister)
- Macedonia del Nord: Петар Андоновски (Petar Andonovski), Страв од варвари (Fear of barbarians)
- Norvegia: Maria Navarro Skaranger, Bok om sorg (Book of grief)
- Spagna: Irene Solà, Canto jo i la muntanya balla (I sing and the mountain dances)

### 2021
Nel 2021 sono stati selezionati 13 vincitori.
- Tunisia : Amine Al Ghozzi, زندالي ليلة 14 جانفي 2011 (Zindali, The Night of 14 January 2011)
- Malta : Lara Calleja, Kissirtu Kullimkien (You have destroyed everuthing)
- Bulgaria : Georgi Bardarov, Absolvo Te
- Rep. Ceca : Lucie Faulerová, Smrthoka (Deathmaiden)
- Albania : Tom Kuka, Flama (Calamity)
- Islanda : Sigrún Pálsdóttir, Delluferðin (Runaround, 2019)
- Serbia : Dejan Tiago Stanković, Zamalek
- Slovenia : Anja Mugerli, Čebelja družina (Bee Family)
- Portogallo : Frederico Pedreira, A Lição do Sonâmbulo (The Sleepwalker Lesson)
- Paesi Bassi : Gerda Blees, Wij Zijn Licht (We are light)
- Svezia : Maxim Grigoriev, Europa (Europe)
- Armenia : Aram Pachyan, P/F
- Lettonia : Laura Vinogradova, Upe (The River)

### 2022
Nel 2022 da una prima selezione di 14 autori è stato selezionato un vincitore e 5 menzioni speciali.

#### Vincitore
- Georgia : Iva Pezuashvili, ბუნკერი (A Garbage Cute)

#### Menzione speciale
- Belgio : Gaea Schoeters, Trofee (Trophy)
- Bosnia ed Erzegovina : Slađana Nina Perković, U Jarku (In the Ditch)
- Irlanda : Tadhg Mac Dhonnagain, Madame Lazare
- Spagna : Jacobo Bergareche, Los días perfectos (Perfect Days)
- Ucraina : Eugenia Kuznetsova, Спитайте Мієчку (Ask Miyechka)

#### Nominati
- Grecia : Takis Kampylis, Γενικά Συμπτώματα (General Symptome)
- Italia : Daniele Mencarelli, Sempre tornare
- Lituania : Tomas Vaiseta, Ch.
- Macedonia del Nord : Vladimir Jankovski, Скриени желби, немирни патувања (Hidden Desires, Restless Travels)
- Norvegia : Kjersti Anfinnsen, Øyeblikk for evigheten (Moments for Eternity)
- Austria : Peter Karoshi, Zu den Elefanten (The Elephants)
- Romania : Raluca Nagy, Teo de la 16 la 18 (Teo from 4 to 6)
- Slovacchia : Richard Pupala, Ženy aj muži, zvieratá (Women and men, animals)

### 2023

#### Vincitore
- Croazia : Martina Vidaić, Stjenice (Bedbugs)[9]

#### Menzione speciale
- Francia : Maud Simonnot, L'heure des oiseaux (The Hour of Birds)
- Estonia : Tõnis Tootsen, Ahvide pasteet. Ühe ahvi mälestusi ja mõtteid (Pâté of the Apes: One Primate’s Thoughts and Memories)
- Cipro : Hari N. Spanou, Φυλάκιο (The Outpost)
- Albania : Ag Apolloni, Kësulëkuqja, përrallë për të rritur (Red Riding Hood: Fairytale for Grown Ups)
- Finlandia : Iida Rauma, Hävitys (Destruction)

#### Nominati[10]
- Armenia : Lusine Kharatyan, ՍԻՐԻԱՎԵՊ (A Syrian Affair)
- Liechtenstein : Anna Ospelt, Fruhe pflanzung (Early Planting)
- Lussemburgo : Jeff Schinker, Ma vie sous les tentes (My life in tents)
- Montenegro : Ilija Đurović, Sampas
- Polonia : Sabina Jakubowska, Akuszerki (The Midwives)
- Rep. Ceca : Ondřej Štindl, Tolik popela (So Much Ash)
- Svezia : Marit Kapla, Kärlek på svenska (Love in Swedish)

### 2024

#### Vincitore
- Danimarca : Theis Ørntoft, Jordisk[11]

#### Menzione speciale
- Bulgaria : Todor Todorov, Хагабула
- Germania : Deniz Utlu, Vaters Meer
- Islanda : María Elísabet Bragadóttir, Sápufuglinn
- Paesi Bassi : Sholeh Rezazadeh, Ik ken een berg die op me wacht
- Slovenia : Tina Vrščaj, Na klancu

#### Nominati[12]
- Albania : Rita Petro, Lindur së prapthi
- Ungheria : Puskás Panni, Megmenteni bárkit
- Lettonia : Daina Tabūna, Raganas
- Malta : Aleks Farrugia, Ir-Re Borg
- Portogallo : Gabriela Ruivo, Lei da gravidade
- Serbia : Bojan Krivokapić, Vila Fazanka
- Tunisia : Arbia Braham, Jebel El Milh

## Traduzioni
L'Unione Europea promuove la circolazione transnazionale della letteratura e della sua diversità, in Europa e oltre l'Europa. Di seguito una lista delle traduzioni disponibili in lingua italiana:
- Tiit Aleksejev, Il pellegrinaggio. La storia della prima crociata, Atmosphere Libri, 2013
- Rodaan Al Galidi, L'autistico ed il piccione viaggiatore, Il Sirente, 2016
- Gabriela Babnik, La stagione secca, Mimesis, 2018
- Lana Bastašić, Afferra il coniglio, Nutrimenti, 2020
- Luka Bekavac, Viljevo, Mimesis, 2018
- Bianca Bellová, Il lago, Miraggi Edizioni, 2018
- Ben Blushi, Otello, il Moro di Valona, Mimesis Edizioni, 2009
- Marica Bodrožić, Il tavolo di ciliegio, Mimesis, 2018
- Dulce Maria Cardoso, Le mie condoglianze, Voland, 2007
- Jesús Carrasco, La terra che calpestiamo, Ponte alle Grazie, 2018
- Afonso Cruz, La bambola di Kokoschka, La Nuova Frontiera, 2016
- Sophie Daull, Il lavatoio, Voland, 2021
- Marente de Moor, La vergine olandese, Del Vecchio Editore, 2019
- Lidija Dimkovska, Vita di scorta, Atmosphere Libri, 2017
- Ivana Dobrakovová, Madri e camionisti, Spider & Fish, 2021
- Oddný Eir, Terreni , Safarà Editore, 2016
- Rudi Erebara, L'epica delle stelle del mattino , Mimesis, 2020
- Claudiu M. Florian, Le età dei giochi. Un'infanzia in Transilvania, Voland, 2019
- Tullio Forgiarini, Amok, Camelozampa, 2019
- Jasmin B. Frelih, A/metà, Safarà, 2021
- Laura Freudenthaler, Anne e i fantasmi, Voland, 2021
- Meelis Friedenthal, Le api, Iperborea, 2015
- Iris Hanika, L'essenziale, Atmosphere Libri, 2011
- Kostas Hatziantoniou, Agrigento, Atmosphere Libri, 2015
- Paulus Hochgatterer, La dolcezza della vita, Giulio Perrone Editore, 2006
- Viktor Horváth, Lo specchio turco, Imprimatur, 2016
- Çiler İlhan, Esilio, Del Vecchio Editore, 2014
- Nenad Joldeski, A ciascuno il suo lago, Mimesis, 2019
- Gaëlle Josse, L'ultimo guardiano di Ellis Island, Gremese, 2014
- Nataša Kramberger, Niente di nero in vista. Un romanzo fatto di storie, Mimesis, 2016
- Jelena Lengold, Il mago della fiera, Zandonai, 2013
- David Machado, Indice medio di felicità, Neri Pozza, 2015
- Réka Mán-Várhegy, La montagna magnetica, Spider & Fish, 2021
- Sara Mannheimer, L'azione, Safarà, 2021
- Jan Němec, Storia della luce, Safarà Editore, 2017
- Andrej Nikolaidis, Nel nome del figlio, Controluce, 2019
- Daina Opolskaitė, Le piramidi di giorni, Iperborea, 2021
- Ioana Pârvulescu, La vita comincia venerdì, Voland, 2020
- Magdalena Parys, Il mago, Mimesis, 2018
- Mila Pavićević, La bambina di ghiaccio e altre fiabe, Camelozampa, 2019
- Piotr Paziński, La pensione, Mimesis, 2016
- Laurence Plazenet, Solo l'amore, Mimesis, 2005
- Răzvan Rădulescu, Teodosio il piccolo, Mimesis, 2017
- Giedra Radvilavičiūtė, Stanotte dormirò dal lato del muro, Joker, 2018
- Undinė Radzevičiūtė, Pesci e draghi, Mimesis, 2018
- Pavol Rankov, Accadde il primo di settembre (o un altro giorno), Safarà Editore, 2017
- Donal Ryan, Il cuore girevole, Minimum Fax, 2015
- Sunjeev Sahota, L'anno dei fuggiaschi, Chiarelettere, 2018
- Uglješa Šajtinac, Doni modesti, Atmosphere Libri, 2016
- Carolina Schutti, L'erba di ieri, L'orma, 2019
- Faruk Šehić, Il mio fiume, Mimesis, 2017
- Ófeigur Sigurðsson, Jon, Safarà Editore, 2020
- Irene Solà, Io canto e la montagna balla, Blackie, 2020
- Goce Smilevski, La sorella di Freud, Guanda, 2014
- Sara Stridsberg, La gravità dell'amore, Mondadori, 2014
- Edina Szvoren, Non c'è e non deve esserci, Mimesis, 2017
- Ognjen Spahić, La testa piena di gioia, Safarà Editore, 2017
- Tanja Stupar-Trifunović, Gli orologi nella stanza di mia madre, Voland, 2021
- Szécsi Noémi, Il Montecristo comunista, Mimesis, 2017
- Carl Frode Tiller, Accerchiamento, Stilo Editrice, 2019
- Halldóra K. Thoroddsen, Doppio vetro, Iperborea, 2019
- Darko Tuševljaković, La frattura, Voland, 2019
- Benedict Wells, La fine della solitudine, Salani Editore, 2017
- Isabelle Wéry, Marilyn denudata, Gremese Editore, 2017
- Evie Wyld, Tutti gli uccelli, cantano, Safarà Editore, 2017
- Osvalds Zebris, All'ombra della Collina dei Galli, Mimesis, 2019
- Lada Žigo, Roulette, Mimesis, 2016
- Tomáš Zmeškal, Lettera d'amore in scrittura cuneiforme, Safarà Editore, 2016
- Svetlana Zuchova, Marisia. Frammenti di una vita, Mimesis, 2017
- Jacobo Bergareche, I giorni perfetti, Giunti, 2022